# A Bob burgerfalodája epizódjainak listája
Ez a cikk a Bob burgerfalodája című rajzfilmsorozat epizódjait listázza.

## Évados áttekintés
| Évad | Évad | Epizódok | Eredeti sugárzás     | Eredeti sugárzás     | Eredeti adó |
| Évad | Évad | Epizódok | Évadpremier          | Évadfinálé           | Eredeti adó |
| ---- | ---- | -------- | -------------------- | -------------------- | ----------- |
|      | 1    | 13       | 2011. január 9.      | 2011. május 22.      |             |
|      | 2    | 9        | 2012. március 11.    | 2012. május 20.      |             |
|      | 3    | 23       | 2012. szeptember 30. | 2013. május 12.      |             |
|      | 4    | 22       | 2013. szeptember 29. | 2014. május 18.      |             |
|      | 5    | 21       | 2014. október 5.     | 2015. május 17.      |             |
|      | 6    | 19       | 2015. szeptember 27. | 2016. május 22.      |             |
|      | 7    | 22       | 2016. szeptember 25. | 2017. június 11.     |             |
|      | 8    | 21       | 2017. október 1.     | 2018. május 20.      |             |
|      | 9    | 22       | 2018. szeptember 30. | 2019. május 12.      |             |
|      | 10   | 22       | 2019. szeptember 29. | 2020. május 17.      |             |
|      | 11   | 22       | 2020. szeptember 27. | 2021. május 23.      |             |
|      | 12   | 22       | 2021. szeptember 26. | 2022. május 22.      |             |
|      | 13   | 22       | 2022. szeptember 25. | 2023. május 21.      |             |
|      | 14   | 16       | 2023. október 1.     | 2024. szeptember 22. |             |
|      | 15   | 22       | 2024. szeptember 29. | 2025. augusztus 14.  |             |
|      | 16   |          | 2025. szeptember 28. | 2026.                |             |
|      | 17   |          | 2026.                | 2027.                |             |
|      | 18   |          | 2027.                | 2028.                |             |
|      | 19   |          | 2028.                | 2029.                |             |

## 1. évad (2011)
| Sor. | Év. | Cím                                                            | Rendező        | Író                              | Premier                              | Nézettség   |
| ---- | --- | -------------------------------------------------------------- | -------------- | -------------------------------- | ------------------------------------ | ----------- |
| 1.   | 1.  | Emberi hús (Human Flesh)                                       | Anthony Chun   | Loren Bouchard & Jim Dauterive   | 2011. január 9. 2011. október 4.     | 9,38 millió |
| 2.   | 2.  | A fal mögött (Crawl Space)                                     | Kyounghee Lim  | Loren Bouchard & Jim Dauterive   | 2011. január 16. 2011. október 11.   | 5,07 millió |
| 3.   | 3.  | Szent tehén (Sacred Cow)                                       | Jennifer Coyle | Nora Smith                       | 2011. január 23. 2011. október 18.   | 4,81 millió |
| 4.   | 4.  | Szexi verekedős tánc (Sexy Dance Fighting)                     | Anthony Chun   | Steven Davis & Kelvin Yu         | 2011. február 13. 2011. október 25.  | 4,19 millió |
| 5.   | 5.  | Hamburgeres vacsoraszínház (Hamburger Dinner Theater)          | Wes Archer     | Dan Fybel & Rich Rinaldi         | 2011. február 20. 2011. november 1.  | 4,87 millió |
| 6.   | 6.  | Tina bulija (Sheesh! Cab, Bob?)                                | Jennifer Coyle | Jon Schroeder                    | 2011. március 6. 2011. november 8.   | 4,91 millió |
| 7.   | 7.  | Panzió (Bed & Breakfast)                                       | Boohwan Lim    | Holly Schlesinger                | 2011. március 13. 2011. november 15. | 4,10 millió |
| 8.   | 8.  | Művészek hete (Art Crawl)                                      | Kyounghee Lim  | Lizzie Molyneux & Wendy Molyneux | 2011. március 20. 2011. november 22. | 4,43 millió |
| 9.   | 9.  | Spagettiwestern és húsgolyók (Spaghetti Western and Meatballs) | Wes Archer     | Kit Boss                         | 2011. március 27. 2011. november 29. | 4,65 millió |
| 10.  | 10. | Hamburgerháború (Burger War)                                   | Boohwan Lim    | Loren Bouchard                   | 2011. április 10. 2011. december 6.  | 4,00 millió |
| 11.  | 11. | Egy hétvége Mortnál (Weekend at Mort's)                        | Anthony Chun   | Scott Jacobson                   | 2011. május 8. 2011. december 13.    | 4,26 millió |
| 12.  | 12. | Homárfesztivál (Lobsterfest)                                   | Boohwan Lim    | Aron Abrams & Greg Thompson      | 2011. május 15. 2011. december 20.   | 4,66 millió |
| 13.  | 13. | Torpedó (Torpedo)                                              | Kyounghee Lim  | Dan Fybel & Rich Rinaldi         | 2011. május 22. 2011. december 27.   | 4,31 millió |

## 2. évad (2012)
| Sor. | Év. | Cím                                   | Rendező                     | Író                              | Premier           | Nézettség   |
| ---- | --- | ------------------------------------- | --------------------------- | -------------------------------- | ----------------- | ----------- |
| 14.  | 1.  | Belchie-ék (The Belchies)             | Boohwan Lim & Kyounghee Lim | Jon Schroeder                    | 2012. március 11. | 4,04 millió |
| 15.  | 2.  | Bob egy délutánja (Bob Day Afternoon) | Wes Archer                  | Dan Fybel & Rich Rinaldi         | 2012. március 18. | 4,40 millió |
| 16.  | 3.  | Szinkronúszás (Synchronized Swimming) | Anthony Chun                | Holly Schlesinger                | 2012. március 25. | 3,97 millió |
| 17.  | 4.  | Burgerfőnök (Burgerboss)              | Jennifer Coyle              | Scott Jacobson                   | 2012. április 1.  | 3,66 millió |
| 18.  | 5.  | Burgermobil (Food Truckin)            | Bernard Derriman            | Lizzie Molyneux & Wendy Molyneux | 2012. április 15. | 3,90 millió |
| 19.  | 6.  | Dr. Yap (Dr. Yap)                     | Anthony Chun                | Steven Davis & Kelvin Yu         | 2012. április 29. | 3,92 millió |
| 20.  | 7.  | Az ételkritikus (Moody Foodie)        | Boohwan Lim & Kyounghee Lim | Steven Davis & Kelvin Yu         | 2012. május 6.    | 3,72 millió |
| 21.  | 8.  | Tina új barátnője (Bad Tina)          | Jennifer Coyle              | Holly Schlesinger                | 2012. május 13.   | 3,69 millió |
| 22.  | 9.  | Nagylábburger (Beefsquatch)           | Wes Archer                  | Nora Smith                       | 2012. május 20.   | 3,57 millió |

## 3. évad (2012-2013)
| Sor. | Év. | Cím                                                                        | Rendező                     | Író                              | Premier                               | Nézettség   |
| ---- | --- | -------------------------------------------------------------------------- | --------------------------- | -------------------------------- | ------------------------------------- | ----------- |
| 23.  | 1.  | Nyuszi rájder (Ear-sy Rider)                                               | Anthony Chun                | Dan Fybel & Rich Rinaldi         | 2012. szeptember 30. 2014. június 26. | 5,46 millió |
| 24.  | 2.  | Óriási édességek (Full Bars)                                               | Boohwan Lim & Kyounghee Lim | Steven Davis & Kelvin Yu         | 2012. október 7. 2014. június 26.     | 4,89 millió |
| 25.  | 3.  | Bob kirúgja a gyerekeket (Bob Fires the Kids)                              | Boohwan Lim & Kyounghee Lim | Lizzie Molyneux & Wendy Molyneux | 2012. november 4. 2014. július 3.     | 3,92 millió |
| 26.  | 4.  | Lázadás a hajón (Mutiny on the Windbreaker)                                | John Rice                   | Kit Boss                         | 2012. november 11. 2014. július 3.    | 4,89 millió |
| 27.  | 5.  | Egy illetlen hálaadási ajánlat (An Indecent Thanksgiving Proposal)         | Tyree Dillihay              | Lizzie Molyneux & Wendy Molyneux | 2012. november 18. 2014. július 10.   | 3,94 millió |
| 28.  | 6.  | A mélység (The Deepening)                                                  | Bernard Derriman            | Greg Thompson                    | 2012. november 25. 2014. július 10.   | 4,66 millió |
| 29.  | 7.  | Tinarannosaurus Rex (Tinarannosaurus Wrecks)                               | Wes Archer                  | Jon Schroeder                    | 2012. december 2. 2014. július 17.    | 3,97 millió |
| 30.  | 8.  | Gene elviselhetetlen első barátnője (The Unbearable Like-Likeness of Gene) | Don MacKinnon               | Holly Schlesinger                | 2012. december 9. 2014. július 17.    | 4,55 millió |
| 31.  | 9.  | Mennyből a próbababa (God Rest Ye Merry Gentle-Mannequins)                 | Anthony Chun                | Kit Boss                         | 2012. december 16. 2014. július 24.   | 3,09 millió |
| 32.  | 10. | Anya, lánya, lézerborotva (Mother Daughter Laser Razor)                    | Jennifer Coyle              | Nora Smith                       | 2013. január 6. 2014. július 24.      | 6,40 millió |
| 33.  | 11. | Nudista strand (Nude Beach)                                                | Wes Archer                  | Scott Jacobson                   | 2013. január 13. 2014. július 31.     | 4,44 millió |
| 34.  | 12. | A Wagstaff suli hírei (Broadcast Wagstaff School News)                     | Jennifer Coyle              | Greg Thompson                    | 2013. január 27. 2014. július 31.     | 4,12 millió |
| 35.  | 13. | Valentin-nap (My Fuzzy Valentine)                                          | Boohwan Lim & Kyounghee Lim | Dan Fybel & Rich Rinaldi         | 2013. február 10. 2014. augusztus 7.  | 3,45 millió |
| 36.  | 14. | Linda, a független nő (Lindapendent Woman)                                 | Don MacKinnon               | Mike Benner                      | 2013. február 17. 2014. augusztus 7.  | 3,93 millió |
| 37.  | 15. | O.T.: Az okos toalett (O.T.: The Outside Toilet)                           | Anthony Chun                | Lizzie Molyneux & Wendy Molyneux | 2013. március 3. 2014. augusztus 14.  | 3,67 millió |
| 38.  | 16. | Topsy (Topsy)                                                              | Tyree Dillihay              | Loren Bouchard & Nora Smith      | 2013. március 10. 2014. augusztus 14. | 3,85 millió |
| 39.  | 17. | Tina két személyre (Two for Tina)                                          | Wes Archer                  | Scott Jacobson                   | 2013. március 17. 2014. augusztus 21. | 3,62 millió |
| 40.  | 18. | Kígyós falu (It Snakes a Village)                                          | Jennifer Coyle              | Kit Boss                         | 2013. március 24. 2014. augusztus 21. | 3,76 millió |
| 41.  | 19. | Családi perpatvar (Family Fracas)                                          | Don MacKinnon               | Holly Schlesinger                | 2013. április 14. 2014. augusztus 28. | 3,45 millió |
| 42.  | 20. | A gyerekek átveszik az éttermet (The Kids Run the Restaurant)              | Boohwan Lim & Kyounghee Lim | Steven Davis & Kelvin Yu         | 2013. április 21. 2014. augusztus 28. | 3,74 millió |
| 43.  | 21. | Boyz 4 Now (Boyz 4 Now)                                                    | Anthony Chun                | Lizzie Molyneux & Wendy Molyneux | 2013. április 28. 2014. szeptember 4. | 3,50 millió |
| 44.  | 22. | A múzeumlátogatás (Carpe Museum)                                           | Tyree Dillihay              | Jon Schroeder                    | 2013. május 5. 2014. szeptember 4.    | 3,96 millió |
| 45.  | 23. | Természetellenes (The Unnatural)                                           | Wes Archer                  | Greg Thompson                    | 2013. május 12. 2014. szeptember 4.   | 3,38 millió |

## 4. évad (2013-2014)
| Sor. | Év. | Cím | Rendező                           | Író                              | Premier                                   | Nézettség   |
| ---- | --- | --- | --------------------------------- | -------------------------------- | ----------------------------------------- | ----------- |
| 46.  | 1.  | Bob és a zuhatag (A River Runs Through Bob) | Jennifer Coyle                    | Dan Fybel & Rich Rinaldi         | 2013. szeptember 29. 2014. szeptember 30. | 4,48 millió |
| 47.  | 2.  | Bunkeres este (Fort Night) | Boohwan Lim & Kyounghee Lim       | Mike Olsen                       | 2013. október 6. 2014. október 7.         | 4,21 millió |
| 48.  | 3.  | Hidroplán! (Seaplane!) | Jennifer Coyle                    | Dan Fybel & Rich Rinaldi         | 2013. november 3. 2014. október 14.       | 3,75 millió |
| 49.  | 4.  | Bazi nagy görög Bob (My Big Fat Greek Bob) | Don MacKinnon                     | Scott Jacobson                   | 2013. november 10. 2014. október 21.      | 3,17 millió |
| 50.  | 5.  | Pulyka a csészében (Turkey in a Can) | Boohwan Lim & Kyounghee Lim       | Lizzie Molyneux & Wendy Molyneux | 2013. november 24. 2014. október 28.      | 4,08 millió |
| 51.  | 6.  | Az érettségi találkozó (Purple Rain-Union) | Tyree Dillihay                    | Loren Bouchard & Nora Smith      | 2013. december 1. 2014. november 4.       | 3,39 millió |
| 52.  | 7.  | Étterem az iskolában (Bob and Deliver) | Don MacKinnon                     | Greg Thompson                    | 2013. december 8. 2014. november 11.      | 4,60 millió |
| 53.  | 8.  | Autós karácsony (Christmas in the Car) | Bernard Derriman & Jennifer Coyle | Steven Davis & Kelvin Yu         | 2013. december 15. 2014. november 18.     | 5,57 millió |
| 54.  | 9.  | Ottalvós buli (Slumber Party) | Jennifer Coyle                    | Scott Jacobson                   | 2014. január 5. 2014. november 25.        | 6,35 millió |
| 55.  | 10. | Tina, a bűvész (Presto Tina-o) | Chris Song                        | Kit Boss                         | 2014. január 12. 2014. december 2.        | 4,20 millió |
| 56.  | 11. | Reklám jött, reklám ment (Easy Com-mercial, Easy Go-mercial) | Tyree Dillihay                    | Jon Schroeder                    | 2014. január 26. 2014. december 9.        | 3,24 millió |
| 57.  | 12. | A Frond-akták (The Frond Files) | Jennifer Coyle                    | Lizzie Molyneux & Wendy Molyneux | 2014. március 9. 2014. december 16.       | 2,21 millió |
| 58.  | 13. | Mazel Tina (Mazel-Tina) | Brian Loschiavo                   | Holly Schlesinger                | 2014. március 16. 2014. december 23.      | 2,44 millió |
| 59.  | 14. | Teddy bácsi (Uncle Teddy) | Don MacKinnon                     | Dan Fybel & Rich Rinaldi         | 2014. március 23. 2014. december 30.      | 2,45 millió |
| 60.  | 15. | A gyerekek kirabolnak egy vonatot (The Kids Rob a Train) | Boohwan Lim & Kyounghee Lim       | Steven Davis & Kelvin Yu         | 2014. március 30. 2015. január 6.         | 2,26 millió |
| 61.  | 16. | Linda, a látnok (I Get Psy-chic Out of You) | Chris Song                        | Jon Schroeder                    | 2014. április 6. 2015. január 13.         | 2,27 millió |
| 62.  | 17. | Űrpónik (The Equestranauts) | Tyree Dillihay                    | Dan Mintz                        | 2014. április 13. 2015. január 20.        | 1,83 millió |
| 63.  | 18. | Ámbra (Ambergris) | Don MacKinnon                     | Scott Jacobson                   | 2014. április 20. 2015. január 27.        | 1,52 millió |
| 64.  | 19. | A gyerekek elszöknek (The Kids Run Away) | Boohwan Lim & Kyounghee Lim       | Rich Rinaldi                     | 2014. április 27. 2015. február 3.        | 2,26 millió |
| 65.  | 20. | Gene, a pompomsrác (Gene It On) | Chris Song                        | Greg Thompson                    | 2014. május 4. 2015. február 10.          | 2,23 millió |
| 66.  | 21. | A körhintaló (avagy Bob hogyan menti meg/pusztítja el a várost 1. rész) (Wharf Horse (or How Bob Saves/Destroys the Town – Part I))                                               | Brian Loschiavo                   | Nora Smith                       | 2014. május 11. 2015. február 17.         | 1,97 millió |
| 67.  | 22. | A II. Vidámpartháború: A felszabadulás (avagy Bob hogyan menti meg/pusztítja el a várost 2. rész) (World Wharf II: The Wharfening (or How Bob Saves/Destroys the Town – Part II)) | Jennifer Coyle                    | Lizzie Molyneux & Wendy Molyneux | 2014. május 18. 2015. február 24.         | 1,95 millió |

## 5. évad (2014-2015)
| Sor. | Év. | Cím                                                                                   | Rendező                           | Író                              | Premier                                | Nézettség   |
| ---- | --- | ------------------------------------------------------------------------------------- | --------------------------------- | -------------------------------- | -------------------------------------- | ----------- |
| 68.  | 1.  | Dolgozd át az életed (Work Hard or Die Trying, Girl)                                  | Jennifer Coyle                    | Nora Smith                       | 2014. október 5. 2015. május 26.       | 3,14 millió |
| 69.  | 2.  | Tina és az igazi szellem (Tina and the Real Ghost)                                    | Boohwan Lim & Kyounghee Lim       | Steven Davis & Kelvin Yu         | 2014. november 2. 2015. június 2.      | 2,89 millió |
| 70.  | 3.  | Burgeres gyúrópajtik (Friends with Burger-fits)                                       | Tyree Dillihay                    | Dan Fybel                        | 2014. november 16. 2015. június 9.     | 3,35 millió |
| 71.  | 4.  | A madarak hajnala (Dawn of the Peck)                                                  | Tyree Dillihay                    | Lizzie Molyneux & Wendy Molyneux | 2014. november 23. 2015. június 16.    | 1,90 millió |
| 72.  | 5.  | Legjobb burger (Best Burger)                                                          | Don MacKinnon                     | Mike Benner                      | 2014. november 30. 2015. június 23.    | 2,23 millió |
| 73.  | 6.  | Az idősebb Bob (Father of the Bob)                                                    | Chris Song                        | Steven Davis & Kelvin Yu         | 2014. december 7. 2015. június 30.     | 3,18 millió |
| 74.  | 7.  | Tina 007 (Tina Tailor Soldier Spy)                                                    | Don MacKinnon                     | Holly Schlesinger                | 2014. december 14. 2015. július 7.     | 2,54 millió |
| 75.  | 8.  | Déli futás (Midday Run)                                                               | Ian Hamilton                      | Scott Jacobson                   | 2015. január 4. 2015. július 14.       | 3,95 millió |
| 76.  | 9.  | A gokartliga (Speakeasy Rider)                                                        | Jennifer Coyle                    | Rich Rinaldi                     | 2015. január 11. 2015. július 21.      | 3,34 millió |
| 77.  | 10. | Késő délután Bob és Louise kertjében (Late Afternoon in the Garden of Bob and Louise) | Boohwan Lim & Kyounghee Lim       | Jon Schroeder                    | 2015. január 25. 2015. július 28.      | 2,49 millió |
| 78.  | 11. | A matek nem jön könnyen (Can't Buy Me Math)                                           | Tyree Dillihay                    | Dan Fybel                        | 2015. február 8. 2015. augusztus 4.    | 1,94 millió |
| 79.  | 12. | Az osztályelnöki kampány (The Millie-churian Candidate)                               | Don MacKinnon                     | Greg Thompson                    | 2015. február 15. 2015. augusztus 11.  | 2,01 millió |
| 80.  | 13. | A Gayle-mesék (The Gayle Tales)                                                       | Ian Hamilton                      | Lizzie Molyneux & Wendy Molyneux | 2015. március 1. 2015. augusztus 18.   | 3,03 millió |
| 81.  | 14. | Apa bekeményít (L'il Hard Dad)                                                        | Chris Song                        | Nora Smith                       | 2015. március 8. 2015. augusztus 25.   | 2,56 millió |
| 82.  | 15. | Csincsillafelvigyázási kalandok (Adventures in Chinchilla-sitting)                    | Cecilia Aranovich                 | Mike Benner                      | 2015. március 15. 2015. szeptember 1.  | 2,24 millió |
| 83.  | 16. | Szökevények klubja (The Runway Club)                                                  | Jennifer Coyle                    | Steven Davis & Kelvin Yu         | 2015. március 22. 2015. szeptember 8.  | 2,21 millió |
| 84.  | 17. | A zenekar (Itty Bitty Ditty Committee)                                                | Bernard Derriman                  | Holly Schlesinger                | 2015. április 26. 2015. szeptember 15. | 2,04 millió |
| 85.  | 18. | Linda eltűnése (Eat, Spray, Linda)                                                    | Tyree Dillihay                    | Jon Schroeder                    | 2015. május 3. 2015. szeptember 22.    | 2,24 millió |
| 86.  | 19. | Házi csapda (Housetrap)                                                               | Jennifer Coyle & Bernard Derriman | Dan Fybel                        | 2015. május 10. 2015. szeptember 29.   | 2,47 millió |
| 87.  | 20. | Hawk és a sztárélet (Hawk & Chick)                                                    | Tyree Dillihay                    | Rich Rinaldi                     | 2015. május 17. 2015. október 6.       | 1,92 millió |
| 88.  | 21. | Az Oeder-viadal (The Oeder Games)                                                     | Don MacKinnon                     | Scott Jacobson                   | 2015. május 17. 2015. október 13.      | 2,44 millió |

## 6. évad (2015-2016)
| Sor. | Év. | Cím                                                                                  | Rendező                       | Író                                 | Premier                                 | Nézettség   |
| ---- | --- | ------------------------------------------------------------------------------------ | ----------------------------- | ----------------------------------- | --------------------------------------- | ----------- |
| 89.  | 1.  | A Bob kétszer (Sliding Bobs)                                                         | Don MacKinnon                 | Greg Thompson                       | 2015. szeptember 27. 2016. december 24. | 2,51 millió |
| 90.  | 2.  | A fesztivál (The Land Ship)                                                          | Jennifer Coyle                | Holly Schlesinger & H. Jon Benjamin | 2015. október 11. 2016. december 31.    | 2,19 millió |
| 91.  | 3.  | Kísértetjárás (The Hauntening)                                                       | Jennifer Coyle                | Steven Davis & Kelvin Yu            | 2015. október 18. 2017. január 7.       | 2,09 millió |
| 92.  | 4.  | Váratlan havazás (Gayle Makin' Bob Sled)                                             | Tyree Dillihay                | Lizzie Molyneux & Wendy Molyneux    | 2015. november 8. 2017. január 14.      | 3,13 millió |
| 93.  | 5.  | Jók voltatok idén, gyerekek? (Nice-Capades)                                          | Chris Song                    | Dan Fybel                           | 2015. november 15. 2017. január 21.     | 2,27 millió |
| 94.  | 6.  | A szakács, Steve, Gayle és a szeretője (The Cook, the Steve, the Gayle, & Her Lover) | Tyree Dillihay                | Nora Smith                          | 2016. január 17. 2017. január 28.       | 2,26 millió |
| 95.  | 7.  | A Gene és Courtney Show (The Gene and Courtney Show)                                 | Chris Song                    | Rich Rinaldi                        | 2016. február 14. 2017. február 4.      | 2,05 millió |
| 96.  | 8.  | Gyógyító tánc (Sexy Dance Healing)                                                   | Chris Song & Bernard Derriman | Rich Rinaldi                        | 2016. február 21. 2017. február 11.     | 2,29 millió |
| 97.  | 9.  | Szent kanapé (Sacred Couch)                                                          | Brian Loschiavo               | Scott Jacobson                      | 2016. március 6. 2017. február 18.      | 2,64 millió |
| 98.  | 10. | A tetű az tetű (Lice Things Are Lice)                                                | Brian Loschiavo               | Greg Thompson                       | 2016. március 13. 2017. február 25.     | 2,28 millió |
| 99.  | 11. | 1000 pattanás háza (House of 1000 Bounces)                                           | Tyree Dillihay                | Mike Benner                         | 2016. április 3. 2017. március 4.       | 2,05 millió |
| 100. | 12. | Állj Gene mellé (Stand by Gene)                                                      | Tyree Dillihay                | Jon Schroeder                       | 2016. április 3. 2017. március 11.      | 1,99 millió |
| 101. | 13. | Segíts, ahol tudsz (Wag the Hog)                                                     | Brian Loschiavo               | Holly Schlesinger                   | 2016. április 10. 2017. október 19.     | 2,35 millió |
| 102. | 14. | Az előadás (The Hormone-iums)                                                        | Chris Song                    | Lizzie Molyneux & Wendy Molyneux    | 2016. április 17. 2017. október 26.     | 2,18 millió |
| 103. | 15. | A felújítás (Pro Tiki/Con Tiki)                                                      | Brian Loschiavo               | Jon Schroeder                       | 2016. április 24. 2017. november 2.     | 2,35 millió |
| 104. | 16. | Viszlát Boo Boo (Bye Bye Boo Boo)                                                    | Tyree Dillihay                | Scott Jacobson                      | 2016. május 8. 2017. november 9.        | 2,31 millió |
| 105. | 17. | Szellemlovas (The Horse Rider-er)                                                    | Tyree Dillihay                | Nora Smith                          | 2016. május 15. 2017. november 16.      | 2,27 millió |
| 106. | 18. | Titkos rajongó (Secret Admiral-irer)                                                 | Brian Loschiavo               | Holly Schlesinger & H. Jon Benjamin | 2016. május 22. 2017. november 23.      | 2,23 millió |
| 107. | 19. | Hol van Bob? (Glued, Where's My Bob?)                                                | Bernard Derriman              | Steven Davis & Kelvin Yu            | 2016. május 22. 2017. november 30.      | 2,04 millió |

## 7. évad (2016-2017)
| Sor. | Év. | Cím                                                                                 | Rendező          | Író                              | Premier                                | Nézettség   |
| ---- | --- | ----------------------------------------------------------------------------------- | ---------------- | -------------------------------- | -------------------------------------- | ----------- |
| 108. | 1.  | Inflouise (Flu-ouise)                                                               | Tyree Dillihay   | Nora Smith                       | 2016. szeptember 25. 2017. december 7. | 2,60 millió |
| 109. | 2.  | Tengerre! (Sea Me Now)                                                              | Chris Song       | Dan Fybel                        | 2016. október 9. 2017. december 14.    | 2,79 millió |
| 110. | 3.  | Tinaboszi (Teen-a Witch)                                                            | Chris Song       | Holly Schlesinger                | 2016. október 23. 2017. december 21.   | 3,01 millió |
| 111. | 4.  | A lovakat is megeszik, ugye? (They Serve Horses, Don't They?)                       | Tyree Dillihay   | Steven Davis & Kelvin Yu         | 2016. november 6. 2017. december 28.   | 2,42 millió |
| 112. | 5.  | Merre vagy, nagy testvér? (Large Brother, Where Fart Thou?)                         | Chris Song       | Lizzie Molyneux & Wendy Molyneux | 2016. november 20. 2018. január 4.     | 2,35 millió |
| 113. | 6.  | A fura előadás (The Quirkducers)                                                    | Mauricio Pardo   | Steven Davis & Kelvin Yu         | 2016. november 20. 2018. január 11.    | 2,46 millió |
| 114. | 7.  | Az utolsó mézeskalács-házikó a bal oldalon (The Last Gingerbread House on the Left) | Chris Song       | Nora Smith                       | 2016. november 27. 2018. január 18.    | 2,44 millió |
| 115. | 8.  | Ex Machtina (Ex Mach Tina)                                                          | Brian Loschiavo  | Greg Thompson                    | 2017. január 8. 2018. január 25.       | 3,58 millió |
| 116. | 9.  | Igazából Bob (Bob Actually)                                                         | Chris Song       | Steven Davis & Kelvin Yu         | 2017. február 12. 2018. február 1.     | 1,67 millió |
| 117. | 10. | Ha Mr. Business egyszer beindul (There's No Business Like Mr. Business Business)    | Tyree Dillihay   | Lizzie Molyneux & Wendy Molyneux | 2017. február 19. 2018. február 8.     | 1,97 millió |
| 118. | 11. | Egy joghurtbeli ügy (A Few 'Gurt Men)                                               | Tyree Dillihay   | Jon Schroeder                    | 2017. március 5. 2018. február 15.     | 1,77 millió |
| 119. | 12. | Gene és a csokigyár (Like Gene for Chocolate)                                       | Brian Loschiavo  | Rich Rinaldi                     | 2017. március 12. 2018. február 22.    | 1,82 millió |
| 120. | 13. | A Grand Mamapest Hotel (The Grand Mama-Pest Hotel)                                  | Chris Song       | Scott Jacobson                   | 2017. március 19. 2018. március 1.     | 1,93 millió |
| 121. | 14. | Akváriumgondok (Aquaticism)                                                         | Brian Loschiavo  | Dan Fybel                        | 2017. március 26. 2018. március 8.     | 1,86 millió |
| 122. | 15. | A vita nagymestere (Ain't Miss Debatin)                                             | Mauricio Pardo   | Greg Thompson                    | 2017. március 26. 2018. március 15.    | 1,86 millió |
| 123. | 16. | Minden napra egy tojás (Eggs for Days)                                              | Brian Loschiavo  | Lizzie Molyneux & Wendy Molyneux | 2017. április 2. 2018. március 22.     | 1,52 millió |
| 124. | 17. | Álmaid hétvégéje (Zero Larp Thirty)                                                 | Tyree Dillihay   | Rich Rinaldi                     | 2017. április 23. 2018. március 29.    | 1,58 millió |
| 125. | 18. | Lézerkaland (The Laser-inth)                                                        | Mauricio Pardo   | Scott Jacobson                   | 2017. április 23. 2018. április 5.     | 1,88 millió |
| 126. | 19. | Thelma és Louise kivéve Linda mint Thelma (Thelma & Louise Except Thelma is Linda)  | Brian Loschiavo  | Jon Schroeder                    | 2017. április 30. 2018. április 12.    | 1,59 millió |
| 127. | 20. | Anya, hazugság, videó (Mom, Lies, and Videotapes)                                   | Chris Song       | Dan Fybel                        | 2017. május 7. 2018. április 19.       | 2,02 millió |
| 128. | 21. | Esős felvonulás (Paraders of the Lost Float)                                        | Bernard Derriman | Steven Davis                     | 2017. május 21. 2018. április 26.      | 1,61 millió |
| 129. | 22. | Út a túraboltba (Into the Mild)                                                     | Tyree Dillihay   | Kelvin Yu                        | 2017. június 11. 2018. május 3.        | 1,52 millió |

## 8. évad (2017-2018)
| Sor. | Év. | Cím                                                                         | Rendező                       | Író                                 | Premier                             | Nézettség   |
| ---- | --- | --------------------------------------------------------------------------- | ----------------------------- | ----------------------------------- | ----------------------------------- | ----------- |
| 130. | 1.  | Káosz a villásreggelin (Brunchsquatch)                                      | Mauricio Pardo & Ian Hamilton | Lizzie Molyneux & Wendy Molyneux    | 2017. október 1. 2019. június 1.    | 2,93 millió |
| 131. | 2.  | A babák hallgatnak (The Silence of the Louise)                              | Chris Song                    | Greg Thompson                       | 2017. október 15. 2019. június 2.   | 2,43 millió |
| 132. | 3.  | A Wharf Street farkasa (The Wolf of Wharf Street)                           | Mauricio Pardo                | Lizzie Molyneux & Wendy Molyneux    | 2017. október 22. 2019. június 8.   | 3,02 millió |
| 133. | 4.  | Legádázabb ellenségem (Sit Me Baby One More Time)                           | Brian Loschiavo               | Nora Smith                          | 2017. november 5. 2019. június 9.   | 2,89 millió |
| 134. | 5.  | A gyűjtögető (Thanks-hoarding)                                              | Tyree Dillihay                | Jon Schroeder                       | 2017. november 19. 2019. június 15. | 2,37 millió |
| 135. | 6.  | Zordonulás 1. rész (The Bleakening: Part 1)                                 | Brian Loschiavo               | Steven Davis                        | 2017. december 10. 2019. június 16. | 3,17 millió |
| 136. | 7.  | Zordonulás 2. rész (The Bleakening: Part 2)                                 | Chris Song                    | Kelvin Yu                           | 2017. december 10. 2019. június 22. | 3,17 millió |
| 137. | 8.  | V mint Valentinbosszú (V for Valentine-detta)                               | Ian Hamilton                  | Lizzie Molyneux & Wendy Molyneux    | 2018. január 14. 2019. június 23.   | 4,76 millió |
| 138. | 9.  | Y Tu Ga-Ga Tambien (Y Tu Ga-Ga Tambien)                                     | Brian Loschiavo               | Scott Jacobson                      | 2018. március 11. 2019. június 29.  | 1,84 millió |
| 139. | 10. | A kerámiák titkos szobája (The Secret Ceramics Room of Secrets)             | Tyree Dillihay                | Dan Fybel                           | 2018. március 18. 2019. június 30.  | 1,72 millió |
| 140. | 11. | Egy ágyban az ellenséggel (Sleeping with the Frenemy)                       | Brian Loschiavo               | Greg Thompson                       | 2018. március 25. 2019. július 6.   | 1,74 millió |
| 141. | 12. | A labdák földjén (The Hurt Soccer)                                          | Damon Wong                    | Rachel Hastings                     | 2018. április 1. 2019. július 7.    | 1,54 millió |
| 142. | 13. | Fel a fejjel, álmos Gene (Cheer Up, Sleepy Gene)                            | Tyree Dillihay                | H. Jon Benjamin & Holly Schlesinger | 2018. április 8. 2019. július 13.   | 1,74 millió |
| 143. | 14. | Zűrös dupla randi (The Trouble with Doubles)                                | Ian Hamilton                  | Holly Schlesinger                   | 2018. április 15. 2019. július 14.  | 1,83 millió |
| 144. | 15. | Tina a hegyre megy (Go Tina on the Mountain)                                | Tyree Dillihay                | Rich Rinaldi                        | 2018. április 22. 2019. július 20.  | 1,66 millió |
| 145. | 16. | Szülinap hívja Bobot! (Are You There Bob? It's Me, Birthday)                | Tyree Dillihay                | Kelvin Yu                           | 2018. április 29. 2019. július 21.  | 1,91 millió |
| 146. | 17. | A vízimentő (Boywatch)                                                      | Mauricio Pardo                | Rich Rinaldi                        | 2018. május 6. 2019. július 27.     | 1,56 millió |
| 147. | 18. | Harc a hazai pályáért (As I Walk Through the Alley of the Shadow of Ramps)  | Chris Song                    | Scott Jacobson                      | 2018. május 13. 2019. július 28.    | 1,56 millió |
| 148. | 19. | Mohó mami bajt kavar (Mo Mommy, Mo Problems)                                | Ian Hamilton                  | Steven Davis                        | 2018. május 13. 2019. augusztus 3.  | 1,88 millió |
| 149. | 20. | Kártyamentő akció (Mission Impos-slug-ble)                                  | Chris Song                    | Nora Smith                          | 2018. május 20. 2019. augusztus 4.  | 1,65 millió |
| 150. | 21. | Esküvői lakoma (Something Old, Something New, Something Bob Caters for You) | Chris Song                    | Jon Schroeder                       | 2018. május 20. 2020. március 8.    | 1,62 millió |

## 9. évad (2018-2019)
| Sor. | Év. | Cím                                                                          | Rendező        | Író                                      | Premier                                | Nézettség   |
| ---- | --- | ---------------------------------------------------------------------------- | -------------- | ---------------------------------------- | -------------------------------------- | ----------- |
| 151. | 1.  | Bandatag álruhában (Just One of the Boyz 4 Now for Now)                      | Ian Hamilton   | Lizzie Molyneux & Wendy Molyneux         | 2018. szeptember 30. 2019. október 19. | 2,47 millió |
| 152. | 2.  | Játékidő indul (The Taking of Funtime One Two Three)                         | Chris Song     | Justin Hook                              | 2018. október 7. 2019. október 20.     | 3,08 millió |
| 153. | 3.  | Két vállalkozó (Tweentrepreneurs)                                            | Ryan Mattos    | Greg Thompson                            | 2018. október 14. 2019. október 26.    | 2,14 millió |
| 154. | 4.  | Rémálom az Óceán sugárúton (Nightmare on Ocean Avenue Street)                | Tyree Dillihay | Dan Fybel                                | 2018. október 21. 2019. október 27.    | 2,80 millió |
| 155. | 5.  | Élni és repülni hagyni (Live and Let Fly)                                    | Chris Song     | Rich Rinaldi                             | 2018. november 4. 2019. november 2.    | 3,16 millió |
| 156. | 6.  | Bob, a sofőr (Bobby Driver)                                                  | Ryan Mattos    | Scott Jacobson                           | 2018. november 11. 2019. november 3.   | 2,23 millió |
| 157. | 7.  | Bob, a megmentő (I Bob Your Pardon)                                          | Chris Song     | Nora Smith                               | 2018. november 18. 2019. november 9.   | 2,91 millió |
| 158. | 8.  | Csak görkori, és más semmi (Roller? I Hardly Know Her!)                      | Kev Wotton     | Lizzie Molyneux & Wendy Molyneux         | 2018. november 25. 2019. november 10.  | 1,97 millió |
| 159. | 9.  | UFÓ? Na persze (UFO No You Didn't)                                           | Tyree Dillihay | Steven Davis                             | 2018. december 2. 2019. november 16.   | 2,99 millió |
| 160. | 10. | Tűnés a pályánkról (Better Off Sled)                                         | Ian Hamilton   | Holly Schlesinger                        | 2018. december 9. 2019. november 17.   | 4,35 millió |
| 161. | 11. | Olajat Lindának (Lorenzo's Oil? No, Linda's)                                 | Chris Song     | Jon Schroeder                            | 2019. január 6. 2019. november 23.     | 2,21 millió |
| 162. | 12. | Helen nyomában (The Helen Hunt)                                              | Ryan Mattos    | Dan Fybel                                | 2019. január 13. 2019. november 24.    | 4,89 millió |
| 163. | 13. | Szerelmek és egyebek (Bed, Bob & Beyond)                                     | Ian Hamilton   | Kelvin Yu                                | 2019. február 10. 2019. november 30.   | 1,66 millió |
| 164. | 14. | Csak a libát ne (Every Which Way but Goose)                                  | Kev Wotton     | Holly Schlesinger                        | 2019. február 17. 2019. december 1.    | 2,18 millió |
| 165. | 15. | Az új igazgató (The Fresh Princ-ipal)                                        | Tyree Dillihay | Greg Thompson                            | 2019. március 3. 2019. december 7.     | 1,98 millió |
| 166. | 16. | Bob vakációja (Roamin' Bob-iday)                                             | Ian Hamilton   | Lizzie Molyneux-Logelin & Wendy Molyneux | 2019. március 10. 2019. december 8.    | 2,00 millió |
| 167. | 17. | A rejtélyes folt (What About Blob?)                                          | Chris Song     | Rich Rinaldi                             | 2019. március 17. 2019. december 14.   | 2,08 millió |
| 168. | 18. | Marionett életre-halálra (If You Love It So Much, Why Don't You Marionette?) | Ryan Mattos    | Katie Crown                              | 2019. március 24. 2019. december 15.   | 2,03 millió |
| 169. | 19. | Példakép újratöltve (Long Time Listener, First Time Bob)                     | Ian Hamilton   | Scott Jacobson                           | 2019. április 7. 2019. december 21.    | 1,76 millió |
| 170. | 20. | Gene futása (The Gene Mile)                                                  | Tyree Dillihay | Steven Davis                             | 2019. április 28. 2019. december 22.   | 1,84 millió |
| 171. | 21. | SZMK, ha igaz (P.T.A. It Ain't So)                                           | Ian Hamilton   | Kelvin Yu                                | 2019. május 5. 2019. december 28.      | 1,58 millió |
| 172. | 22. | Zeke nélkül mindig (Yes Without My Zeke)                                     | Chris Song     | Jon Schroeder                            | 2019. május 12. 2019. december 29.     | 1,48 millió |

## 10. évad (2019-2020)
| Sor. | Év. | Cím                                                                   | Rendező      | Író                              | Premier                                | Nézettség   |
| ---- | --- | --------------------------------------------------------------------- | ------------ | -------------------------------- | -------------------------------------- | ----------- |
| 173. | 1.  | A kör (de nem félelmetes) (The Ring (But Not Scary))                  | Mario D'Anna | Lizzie Molyneux & Wendy Molyneux | 2019. szeptember 29. 2020. december 5. | 1,82 millió |
| 174. | 2.  | A fiúk csak gombát szeretnének (Boys Just Wanna Have Fungus)          | Ryan Mattos  | Dan Fybel                        | 2019. október 6. 2020. december 5.     | 2,34 millió |
| 175. | 3.  | Hajóra fel (Motor, She Boat)                                          | Tom Riggin   | Holly Schlesinger                | 2019. október 13. 2020. december 6.    | 1,64 millió |
| 176. | 4.  | Nagy zűr egy kis malaccal (Pig Trouble in Little Tina)                | Chris Song   | Nora Smith                       | 2019. október 20. 2020. december 6.    | 2,45 millió |
| 177. | 5.  | A pláza viharában (Legends of the Mall)                               | Matthew Long | Greg Thompson                    | 2019. november 3. 2020. december 12.   | 1,51 millió |
| 178. | 6.  | Nicsak, ki a sólyom most! (The Hawkening: Look Who's Hawking Now!)    | Mario D'Anna | Rich Rinaldi                     | 2019. november 10. 2020. december 12.  | 2,06 millió |
| 179. | 7.  | A tetőtéri bulik földje (Land of the Loft)                            | Tom Riggin   | Steven Davis                     | 2019. november 17. 2020. december 13.  | 1,88 millió |
| 180. | 8.  | Hát, most már nem főzünk gázzal (Now We're Not Cooking with Gas)      | Ryan Mattos  | Katie Crown                      | 2019. november 24. 2020. december 13.  | 2,29 millió |
| 181. | 9.  | Mindhalálig Gene (All That Gene)                                      | Mathew Long  | Kelvin Yu                        | 2019. december 1. 2020. december 19.   | 1,60 millió |
| 182. | 10. | Linda, a karácsony megmentője (Have Yourself a Maily Linda Christmas) | Chris Song   | Scott Jacobson                   | 2019. december 15. 2020. december 19.  | 2,41 millió |
| 183. | 11. | Dobhatatlan (Drumforgiven)                                            | Mario D'Anna | Jon Schroeder                    | 2020. január 12. 2020. december 20.    | 5,76 millió |
| 184. | 12. | A hal neve Tina (A Fish Called Tina)                                  | Ryan Mattos  | Dan Fybel                        | 2020. február 16. 2020. december 20.   | 1,51 millió |
| 185. | 13. | Három lány és a kicsi Wharfy (Three Girls and a Little Wharfy)        | Tom Riggin   | Holly Schlesinger                | 2020. február 23. 2020. december 26.   | 1,58 millió |
| 186. | 14. | Amikor a dal írja az embert (Wag the Song)                            | Chris Song   | Greg Thompson                    | 2020. március 1. 2020. december 26.    | 1,43 millió |
| 187. | 15. | A jurták vadorzói (Yurty Rotten Scoundrels)                           | Tom Riggin   | Katie Crown                      | 2020. március 8. 2020. december 27.    | 1,28 millió |
| 188. | 16. | Grill mentőakció (Flat-Top o' the Morning to Ya)                      | Ryan Mattos  | Rich Rinaldi                     | 2020. március 15. 2020. december 27.   | 1,44 millió |
| 189. | 17. | Felejthetetlen autókázás (Just the Trip)                              | Chris Song   | Lizzie Molyneux & Wendy Molyneux | 2020. március 22. 2021. január 2.      | 1,31 millió |
| 190. | 18. | Sztepptáncos szabotázs (Tappy Tappy Tappy Tap Tap Tap)                | Ryan Mattos  | Jon Schroeder                    | 2020. április 19. 2021. január 2.      | 1,36 millió |
| 191. | 19. | Ezermesterek gyöngye (The Handyman Can)                               | Tom Riggin   | Kelvin Yu                        | 2020. április 26. 2021. január 2.      | 1,29 millió |
| 192. | 20. | Kaki-bajok (Poops!... I Didn't Do It Again)                           | Chris Song   | Steven Davis                     | 2020. május 3. 2021. január 3.         | 1,17 millió |
| 193. | 21. | Helyi hősöm (Local She-ro)                                            | Ryan Mattos  | Scott Jacobson                   | 2020. május 10. 2021. január 3.        | 1,04 millió |
| 194. | 22. | Barát a bajban (Prank You for Being a Friend)                         | Tom Riggin   | Katie Crown                      | 2020. május 17. 2021. január 3.        | 1,28 millió |

## 11. évad (2020-2021)
| Sor. | Év. | Cím | Rendező      | Író                                      | Premier                                 | Nézettség   |
| ---- | --- | --- | ------------ | ---------------------------------------- | --------------------------------------- | ----------- |
| 195. | 1.  | Álmodj kicsit Bobról (Dream a Little Bob of Bob)                                                            | Simon Chong  | Dan Fybel                                | 2020. szeptember 27. 2021. augusztus 3. | 1,77 millió |
| 196. | 2.  | Jönnek a bélférgek (Worms of In-Rear-ment)                                                                  | Chris Song   | Nora Smith                               | 2020. október 4. 2021. augusztus 4.     | 1,12 millió |
| 197. | 3.  | Copa-Bobana (Copa-Bob-bana)                                                                                 | Ryan Mattos  | Holly Schlesinger                        | 2020. október 11. 2021. augusztus 5.    | 1,26 millió |
| 198. | 4.  | Szívszaggató hoteloween (Heartbreak Hotel-oween)                                                            | Chris Song   | Rich Rinaldi                             | 2020. november 1. 2021. augusztus 6.    | 1,90 millió |
| 199. | 5.  | Időkapszula-válság a Wagstaffben (Fast Time Capsules at Wagstaff School)                                    | Tom Riggin   | Greg Thompson                            | 2020. november 8. 2021. augusztus 7.    | 1,41 millió |
| 200. | 6.  | Bob Belcher és az igazán csodálatos srácok (Bob Belcher and the Terrible, Horrible, No Good, Very Bad Kids) | Matthew Long | Steven Davis                             | 2020. november 15. 2021. augusztus 10.  | 1,79 millió |
| 201. | 7.  | Hasmenéses víg napjaim (Diarrhea of a Poopy Kid)                                                            | Tom Riggin   | Lizzie Molyneux-Logelin & Wendy Molyneux | 2020. november 22. 2021. augusztus 11.  | 1,77 millió |
| 202. | 8.  | A Terminálra érkezők II: A látogatás napja (The Terminalator II: Terminals of Endearment)                   | Ryan Mattos  | Kelvin Yu                                | 2020. november 29. 2021. augusztus 12.  | 1,23 millió |
| 203. | 9.  | Mama pici fia (Mommy Boy)                                                                                   | Simon Chong  | Jon Schroeder                            | 2020. december 6. 2021. augusztus 13.   | 1,25 millió |
| 204. | 10. | Morális kérdések (Yachty or Nice)                                                                           | Chris Song   | Scott Jacobson                           | 2020. december 13. 2021. augusztus 14.  | 1,81 millió |
| 205. | 11. | A marhahús románca (Romancing the Beef)                                                                     | Tom Riggin   | Greg Thompson                            | 2021. február 21. 2021. augusztus 17.   | 1,24 millió |
| 206. | 12. | Családi kép, most vagy soha (Die Card, or Card Trying)                                                      | Mathew Long  | Katie Crown                              | 2021. február 28. 2021. augusztus 18.   | 1,09 millió |
| 207. | 13. | A kellemetlen mamutság (An Incon-Wheelie-ent Truth)                                                         | Simon Chong  | Dan Fybel                                | 2021. március 7. 2021. augusztus 19.    | 1,21 millió |
| 208. | 14. | Szellentés a magányban (Mr. Lonely Farts)                                                                   | Ryan Mattos  | Holly Schlesinger                        | 2021. március 14. 2021. augusztus 20.   | 1,21 millió |
| 209. | 15. | A remény rabjai (Sheshank Redumption)                                                                       | Chris Song   | Jon Schroeder                            | 2021. március 21. 2021. augusztus 21.   | 1,05 millió |
| 210. | 16. | Y Tu Tina Tambien (Y Tu Tina También)                                                                       | Mathew Long  | Rich Rinaldi                             | 2021. március 28. 2021. augusztus 24.   | 1,07 millió |
| 211. | 17. | Táncos ujjak (Fingers-loose)                                                                                | Simon Chong  | Lizzie Molyneux-Logelin & Wendy Molyneux | 2021. április 11. 2021. augusztus 25.   | 1,19 millió |
| 212. | 18. | Valami kis karambol (Some Kind of Fender Benderful)                                                         | Ryan Mattos  | Kelvin Yu                                | 2021. április 18. 2021. augusztus 26.   | 1,05 millió |
| 213. | 19. | Híd a Rudy-folyón (Bridge Over Troubled Rudy)                                                               | Chris Song   | Scott Jacobson                           | 2021. május 2. 2021. augusztus 27.      | 0,95 millió |
| 214. | 20. | A magazintolvajok (Steal Magazine-olias)                                                                    | Mathew Long  | Katie Crown                              | 2021. május 9. 2021. augusztus 28.      | 1,11 millió |
| 215. | 21. | Cuki kis hagyományok (Tell Me Dumb Thing Good)                                                              | Simon Chong  | Dan Fybel                                | 2021. május 16. 2021. augusztus 31.     | 1,08 millió |
| 216. | 22. | Vámpírdiszkós haláltánc (Vampire Disco Death Dance)                                                         | Tom Riggin   | Steven Davis                             | 2021. május 23. 2021. szeptember 1.     | 0,98 millió |

## 12. évad (2021-2022)
| Sor. | Év. | Cím | Rendező                  | Író                                      | Premier                              | Nézettség   |
| ---- | --- | --- | ------------------------ | ---------------------------------------- | ------------------------------------ | ----------- |
| 217. | 1.  | Mániákus tündér gagyi show (Manic Pixie Crap Show)                                                     | Ryan Mattos              | Nora Smith                               | 2021. szeptember 26. 2023. január 3. | 1,60 millió |
| 218. | 2.  | Kristálykáosz (Crystal Mess)                                                                           | Tom Riggin               | Holly Schlesinger                        | 2021. október 3. 2023. január 4.     | 1,14 millió |
| 219. | 3.  | A tökösödés (The Pumpkinening)                                                                         | Chris Song               | Kelvin Yu                                | 2021. október 10. 2023. január 5.    | 1,77 millió |
| 220. | 4.  | A nagy bábu furikázása (Driving Big Dummy)                                                             | Matthew Long             | Jon Schroeder                            | 2021. október 17. 2023. január 6.    | 1,17 millió |
| 221. | 5.  | Újból tizenhét (Seven-tween Again)                                                                     | Simon Chong              | Rich Rinaldi                             | 2021. október 24. 2023. január 7.    | 1,20 millió |
| 222. | 6.  | Szemétkedők (Beach, Please)                                                                            | Ryan Mattos              | Scott Jacobson                           | 2021. november 7. 2023. január 10.   | 1,48 millió |
| 223. | 7.  | Galériázás (Loft in Bedslation)                                                                        | Matthew Long             | Jameel Saleem                            | 2021. november 14. 2023. január 11.  | 1,16 millió |
| 224. | 8.  | A konyhába rekedve veled (Stuck in the Kitchen with You)                                               | Tom Riggin               | Dan Fybel                                | 2021. november 21. 2023. január 12.  | 1,84 millió |
| 225. | 9.  | Félelem attól, hogy kihagyod, amit nem tettél meg (FOMO You Didn't)                                    | Simon Chong              | Holly Schlesinger                        | 2021. november 28. 2023. január 13.  | 1,62 millió |
| 226. | 10. | Gene karácsonyi szünete (Gene's Christmas Break)                                                       | Chris Song               | Katie Crown                              | 2021. december 19. 2023. január 14.  | 1,60 millió |
| 227. | 11. | Az érték(elések) ereje (Touch of Eval(uations))                                                        | Ryan Mattos              | Greg Thompson                            | 2022. január 9. 2023. január 17.     | 1,42 millió |
| 228. | 12. | Komppal gyertek, én szeszélyes Bobom és Lindám (Ferry on My Wayward Bob and Linda)                     | Matthew Long             | Scott Jacobson                           | 2022. február 27. 2023. január 18.   | 1,18 millió |
| 229. | 13. | Engem a fregatt nem köt meg (Frigate Me Knot)                                                          | Chris Song               | Rich Rinaldi                             | 2022. március 6. 2023. január 19.    | 1,15 millió |
| 230. | 14. | A videó megölte a Gene-io sztárt (Video Killed the Gene-io Star)                                       | Tom Riggin               | Jon Schroeder                            | 2022. március 13. 2023. január 20.   | 0,95 millió |
| 231. | 15. | Ókori rosszalkodás (Ancient Misbehavin)                                                                | Simon Chong              | Dan Fybel                                | 2022. március 20. 2023. január 21.   | 1,01 millió |
| 232. | 16. | Egy Pop-Pop-Pire interjú (Interview with a Pop-pop-pire)                                               | Ryan Mattos              | Katie Crown                              | 2022. március 27. 2023. január 24.   | 1,05 millió |
| 233. | 17. | A póktartás szabályai (The Spider House Rules)                                                         | Tom Riggin & Ryan Mattos | Jameel Saleem                            | 2022. április 10. 2023. január 25.   | 0,88 millió |
| 234. | 18. | Küszöbön álló Ginger (Clear and Present Ginger)                                                        | Chris Song               | Lizzie Molyneux-Logelin & Wendy Molyneux | 2022. április 24. 2023. január 26.   | 0,89 millió |
| 235. | 19. | Kicsírázó fiatalság (A-Sprout a Boy)                                                                   | Matthew Long             | Holly Schlesinger                        | 2022. május 1. 2023. január 27.      | 1,02 millió |
| 236. | 20. | Szósz szerint (Sauce Side Story)                                                                       | Simon Chong & Tom Riggin | Steven Davis                             | 2022. május 8. 2023. január 28.      | 0,92 millió |
| 237. | 21. | Van, aki forrón szereti, 1. rész: Nyolcadikos fejvadász (Some Like It Bot Part 1: Eighth Grade Runner) | Simon Chong              | Loren Bouchard & Nora Smith              | 2022. május 15. 2023. január 31.     | 1,01 millió |
| 238. | 22. | Van, aki forrón szereti, 2. rész: A robotbíró napja (Some Like It Bot Part 2: Judge-bot Day)           | Ryan Mattos              | Loren Bouchard & Nora Smith              | 2022. május 22. 2023. február 1.     | 0,93 millió |

## 13. évad (2022-2023)
| Sor. | Év. | Cím                                                               | Rendező                        | Író                                           | Premier              | Nézettség   |
| ---- | --- | ----------------------------------------------------------------- | ------------------------------ | --------------------------------------------- | -------------------- | ----------- |
| 239. | 1.  | Bob vagy nem Bob (To Bob, or Not to Bob)                          | Chris Song                     | Lizzie Molyneux-Logelin & Wendy Molyneux      | 2022. szeptember 25. | 1,67 millió |
| 240. | 2.  | A Szagos-tó (The Reeky Lake Show)                                 | Matthew Long                   | Rich Rinaldi                                  | 2022. október 2.     | 1,06 millió |
| 241. | 3.  | Na és a munka? (What About Job?)                                  | Tom Riggin                     | Lizzie Molyneux-Logelin & Wendy Molyneux      | 2022. október 9.     | 1,68 millió |
| 242. | 4.  | Tévedések fényjátéka (Comet-y of Errors)                          | Brian LoSchiavo                | Dan Fybel                                     | 2022. október 16.    | 0,92 millió |
| 243. | 5.  | Bűzlik, hogy te tudsz táncolni (So You Stink You Can Dance)       | Ryan Mattos                    | Jon Schroeder                                 | 2022. október 23.    | 1,49 millió |
| 244. | 6.  | Almás-parás kert (Apple Gore-chard! (But Not Gory))               | Chris Song                     | Scott Jacobson                                | 2022. október 30.    | 1,66 millió |
| 245. | 7.  | Ready Player Gene (Ready Player Gene)                             | Matthew Long                   | Jameel Saleem                                 | 2022. november 13.   | 1,65 millió |
| 246. | 8.  | Hálagolf (Putts-giving)                                           | Tom Riggin                     | Katie Crown                                   | 2022. november 20.   | 1,09 millió |
| 247. | 9.  | Mama a sírból (Show Mama from the Grave)                          | Brian LoSchiavo                | Holly Schlesinger                             | 2022. november 27.   | 1,22 millió |
| 248. | 10. | Karácsony előtti nyomor (The Plight Before Christmas)             | Chris Song                     | Történet: Kelvin Yu Tévéjáték: Loren Bouchard | 2022. december 11.   | 1,46 millió |
| 249. | 11. | Csaló-csaló, fúj-fúj (Cheaty Cheaty Bang Bang)                    | Ryan Mattos                    | Steven Davis                                  | 2023. január 8.      | 1,35 millió |
| 250. | 12. | Nem lehet igaz! (Oh Row You Didn't)                               | Matt Long                      | Rich Rinaldi                                  | 2023. február 19.    | 1,01 millió |
| 251. | 13. | Állj, vagy anyám nyomozni kezd! (Stop! Or My Mom Will Sleuth!)    | Tom Riggin                     | Dan Fybel                                     | 2023. február 26.    | 0,87 millió |
| 252. | 14. | Settenkedő csizmák (These Boots Are Made for Stalking)            | Brian LoSchiavo                | Lindsey Stoddart                              | 2023. március 5.     | 0,78 millió |
| 253. | 15. | A(z iskolai) show nem állhat meg (The Show (and Tell) Must Go On) | Ryan Mattos                    | Jon Schroeder                                 | 2023. március 12.    | 0,84 millió |
| 254. | 16. | Április bolondja (What a (April) Fool Believes)                   | Matthew Long                   | Greg Thompson                                 | 2023. március 19.    | 0,75 millió |
| 255. | 17. | Madár típusú találkozások (Crows Encounters of the Bird Kind)     | Chris Song                     | Scott Jacobson                                | 2023. március 19.    | 0,81 millió |
| 256. | 18. | Az ajándékkártya (Gift Card or Buy Trying)                        | Tom Riggin                     | Jameel Saleem                                 | 2023. április 16.    | 0,67 millió |
| 257. | 19. | KápRÁKzatos (Crab-solutely Fabulous)                              | Brian LoSchiavo                | Katie Crown                                   | 2023. április 23.    | 0,80 millió |
| 258. | 20. | Rádió nem is (Radio No You Didn't)                                | Ryan Mattos                    | Holly Schlesinger                             | 2023. április 30.    | 0,82 millió |
| 259. | 21. | Íróanyu lézer pointer (Mother Author Laser Pointer)               | Chris Song                     | Lindsey Stoddart                              | 2023. május 14.      | 0,72 millió |
| 260. | 22. | Amelia (Amelia)                                                   | Matthew Long & Brian LoSchiavo | Loren Bouchard                                | 2023. május 21.      | 0,72 millió |

## 14. évad (2023-2024)
| Sor. | Év. | Cím                                                                                 | Rendező          | Író                                      | Premier              | Nézettség   |
| ---- | --- | ----------------------------------------------------------------------------------- | ---------------- | ---------------------------------------- | -------------------- | ----------- |
| 261. | 1.  | A Nem oké házimunka-harc (Fight at the Not Okay Chore-ral)                          | Bernard Derriman | Nora Smith                               | 2023. október 1.     | 1,18 millió |
| 262. | 2.  | A csodálatos Rudy (The Amazing Rudy)                                                | Ryan Mattos      | Lizzie Molyneux-Logelin & Wendy Molyneux | 2023. október 8.     | 0,82 millió |
| 263. | 3.  | Gánybúcsú (The Pickleorette)                                                        | Chris Song       | Steven Davis                             | 2023. október 22.    | 0,78 millió |
| 264. | 4.  | Követni Gene álmait (Running Down a Gene)                                           | Matthew Long     | Holly Schlesinger                        | 2023. október 29.    | 0,91 millió |
| 265. | 5.  | Szekál, nem szekál (Bully-ieve It or Not)                                           | Brian LoSchiavo  | Jon Schroeder                            | 2023. november 5.    | 1,56 millió |
| 266. | 6.  | Melyik szigetről kell menekülni? (Escape from Which Island?)                        | Chris Song       | Rich Rinaldi                             | 2023. november 12.   | 1,43 millió |
| 267. | 7.  | A (Mosómedve)király és én (The (Raccoon) King and I)                                | Ryan Mattos      | Scott Jacobson                           | 2023. november 19.   | 0,86 millió |
| 268. | 8.  | Ki aggódik? (Wharf, Me Worry?)                                                      | Matthew Long     | Katie Crown                              | 2023. november 26.   | 0,87 millió |
| 269. | 9.  | A holtak csalása: zombi-doku-pokalipszis (Fraud of the Dead: Zombie-docu-pocalypse) | Brian Loschiavo  | Jameel Saleem                            | 2023. december 3.    | 1,30 millió |
| 270. | 10. | Rémálom 2 nappal karácsony előtt (The Nightmare 2 Days Before Christmas)            | Ryan Mattos      | Lindsey Stoddart                         | 2023. december 17.   | 1,50 millió |
| 271. | 11. | Mission Impossi-Bob (Mission Impossi-Bob)                                           | Chris Song       | Steven Davis                             | 2024. január 7.      | 0,98 millió |
| 272. | 12. | Elrejtett jáde (Jade in the Shade)                                                  | Matthew Long     | Jon Schroder                             | 2024. március 10.    | 0,79 millió |
| 273. | 13. | Izzadt fenekek és félelmek (Butt Sweat and Fears)                                   | Brian Loschiavo  | Holly Schlesinger                        | 2024. május 19.      | 0,59 millió |
| 274. | 14. | A nagy Stieblitzki (The Big Stieblitzki)                                            | Ryan Mattos      | Scott Jacobson                           | 2024. szeptember 8.  | 1,91 millió |
| 275. | 15. | Kemény dió (The Right Tough Stuff)                                                  | Chris Song       | Rich Rinaldi                             | 2024. szeptember 15. | 0,77 millió |
| 276. | 16. | A burger-őrmester (To Catch a Beef)                                                 | Matthew Long     | Jameel Saleem                            | 2024. szeptember 22. | 0,99 millió |

## 15. évad (2024-2025)
| Sor. | Év. | Cím                                                          | Rendező          | Író               | Premier              | Nézettség   |
| ---- | --- | ------------------------------------------------------------ | ---------------- | ----------------- | -------------------- | ----------- |
| 277. | 1.  | Tina hírei (The Tina Table: The Tables Have Tina-ed)         | Bernard Derriman | Gregory Thompson  | 2024. szeptember 29. | 0,72 millió |
| 278. | 2.  | Mentsük meg a kedvenc mozinkat! (Saving Favorite Drive-In)   | Brian Loschiavo  | Katie Crown       | 2024. október 6.     | 0,75 millió |
| 279. | 3.  | Kamera mindenhol (Colon-ly the Dronely)                      | Ryan Mattos      | Lindsey Stoddart  | 2024. október 20.    | 1,38 millió |
| 280. | 4.  | Akiért a baba rugdal (For Whom the Doll Toes)                | Simon Chong      | Loren Bouchard    | 2024. október 27.    | 0,71 millió |
| 281. | 5.  | Sajtréning (Don't Stop Be-cheesin)                           | Chris Song       | Dan Fybel         | 2024. november 3.    | 1,05 millió |
| 282. | 6.  | Ragadd meg a mikrofont! (Hope N' Mic Night)                  | Simon Chong      | Loren Bouchard    | 2024. november 10.   | 0,71 millió |
| 283. | 7.  | Hullámhegy (Boogie Days)                                     | Brian Loschiavo  | Jon Schroeder     | 2024. november 24.   | 1,32 millió |
| 284. | 8.  | A lovakat megcsapják, ugye? (They Slug Horses, Don't They?)  | Bernard Derriman | Nora Smith        | 2024. december 8.    | 1,03 millió |
| 285. | 9.  | Forró karácsonyi délután (Dog Christmas Day After Afternoon) | Chris Song       | Steven Davis      | 2024. december 15.   | 1,16 millió |
| 286. | 10. | Tina tinitanácsai (Advice Things Are Ad-Nice)                | Ryan Mattos      | Holly Schlesinger | 2024. december 29.   | 1,20 millió |
| 287. | 11. | Mr. Fischoeder opusza (Mr. Fischoeder's Opus)                | Brian LoSchiavo  | Scott Jacobson    | 2025. május 18.      | 0,52 millió |
| 288. | 12. | Gyertya az edzőteremben (Like a Candle in the Gym)           | Chris Song       | Lindsey Stoddart  | 2025. május 29.      | 0,64 millió |
| 289. | 13. | Falatmaffia (Snackface)                                      | Ryan Mattos      | Rich Rinaldi      | 2025. június 5.      | 0,53 millió |
| 290. | 14. | A fenyőtobozokon túl (The Place Beyond the Pinecones)        | Brian LoSchiavo  | Katie Crown       | 2025. június 12.     | 0,80 millió |
| 291. | 15. | Kaszinóvilág (The Lost City of Atlantic)                     | Chris Song       | Dan Fybel         | 2025. június 19.     | 0,71 millió |
| 292. | 16. | Itt a piros, hol a piros (The Shell Game)                    | Chris Song       | Greg Thompson     | 2025. július 3.      | 0,58 millió |
| 293. | 17. | MegLÓvasított könyv (Wild Steal-ions)                        | Ian Hamilton     | Brian Wylie       | 2025. július 10.     | 0,68 millió |
| 294. | 18. | Minden jó, ha a dobás jó (Don't Worry, Be Hoppy)             | Ryan Mattos      | Lindsey Stoddart  | 2025. július 17.     | 0,60 millió |
| 295. | 19. | Hajótemető Vállalat (The Dead Bo-ats Society)                | Ryan Mattos      | Jameel Saleem     | 2025. július 31.     | 0,62 millió |
| 296. | 20. | Apa-napi sárkányláz (Dad-urday Kite Fever)                   | Brian Loschiavo  | Scott Jacobson    | 2025. július 31.     | 0,51 millió |
| 297. | 21. | Testvédő úr (Mr. Safebody)                                   | Chris Song       | Steven Davis      | 2025. augusztus 7.   | 0,68 millió |
| 298. | 22. | Álmatlan Bob (InsomniBob)                                    | Ryan Mattos      | Jon Schroeder     | 2025. augusztus 14.  | 0,79 millió |

## 16. évad (2025-2026)
| Sor. | Év. | Cím                   | Rendező | Író | Premier              | Nézettség |
| ---- | --- | --------------------- | ------- | --- | -------------------- | --------- |
| 299. | 1.  | Grand Pre-Pre-Opening |         |     | 2025. szeptember 28. |           |
| 300. | 2.  | Til Death Do Us Art   |         |     | 2025. október 5.     |           |
| 301. | 3.  | The Skids in the Hall |         |     | 2025. október 12.    |           |
| 302. | 4.  | The Twinnening        |         |     | 2025. október 19.    |           |
| 303. | 5.  | The Secret Guardin    |         |     | 2025. október 26.    |           |
| 304. | 6.  | Get Her to the Zeke   |         |     | 2025. november 2.    |           |

## 17. évad (2026-2027)
| # | Cím | Rendező | Író | Premier | Nézettség |
| - | --- | ------- | --- | ------- | --------- |

## 18. évad (2027-2028)
| # | Cím | Rendező | Író | Premier | Nézettség |
| - | --- | ------- | --- | ------- | --------- |

## 19. évad (2028-2029)
| # | Cím | Rendező | Író | Premier | Nézettség |
| - | --- | ------- | --- | ------- | --------- |